# HD 79498
HD 79498 är en ensam stjärna belägen i den mellersta delen av stjärnbilden Kräftan. Den har en skenbar magnitud av ca 8,03 och kräver åtminstone en stark handkikare för att kunna observeras. Baserat på parallax enligt Gaia Data Release 2 på ca 20,4 mas, beräknas den befinna sig på ett avstånd på ca 160 ljusår (ca 49 parsek) från solen. Den rör sig bort från solen med en heliocentrisk radialhastighet på ca 20 km/s.

## Egenskaper
HD 79498 är en gul i huvudserien av spektraltyp G5, som har en högre mängd av andra element än väte och helium än solen och klassas som en metallrik stjärna. Den har en massa som är ca 1,1 solmassor, en radie som är ca 1,1 solradier och har ca 1,2 gånger solens utstrålning av energi från dess fotosfär vid en effektiv temperatur av ca 5 700 K.

## Planetsystem
McDonald Observatory planet search program har upptäckt en exoplanet med hjälp av mätning av små förändringar i stjärnans rörelse.
| Planet | Massa           | Halv storaxel (AE) | Siderisk omloppstid (d) | Excentricitet | Inklination | Radie |
| ------ | --------------- | ------------------ | ----------------------- | ------------- | ----------- | ----- |
| b      | ≥1,34 ± 0,07 MJ | 3,13 ± 0,08        | 1 966 ± 41              | 0,59 ± 0,02   | -           | -     |